# Eberhard zu Solms-Sonnenwalde
Graf Clemens Eberhard Theodor zu Solms-Sonnenwalde (* 2. Juli 1825 in Kotitz bei Bautzen; † 29. Juni 1912 in Berlin) war ein preußischer, später deutscher Diplomat.

## Familie
Eberhard zu Solms-Sonnenwalde entstammte einer in Brandenburg begüterten Nebenlinie der hessischen Uradelsfamilie Solms mit Stammsitz in Sonnewalde und weiteren Gütern in Hillmersdorf, Proßmarke und Pouch. Der Besitz der Standesherrschaft Sonnewalde gewährte eine Virilstimme auf der Herrenbank der Provinziallandtage der Kurmark Brandenburg und der Niederlausitz sowie einen erblichen Sitz im Preußischen Herrenhaus.
Eberhard war der Sohn von Wilhelm zu Solms-Sonnenwalde (1787–1859) und Clementine Constantia Gräfin von Breßler (1790–1872). Alfred zu Solms-Sonnenwalde und Theodor zu Solms-Sonnenwalde waren seine Brüder.

## Leben
Eberhard zu Solms-Sonnenwalde besuchte von 1839 bis 1843 die Ritterakademie zu Brandenburg, Mitschüler waren u. a. Graf Hermann Ludwig von Wartensleben, Gebhard von Alvensleben und Thomson von Biel. Dann trat er in das Elite-Regiment der Gardes du Corps ein, wo er 1844 Offizier wurde, 1856 wurde er an der preußischen Gesandtschaft in Dresden attachiert, 1858 war er als Legationssekretär, Geschäftsträger in Wien, 1859 wurde er nach Sankt Petersburg gesandt, 1861 wurde er zum Gesandtschaftssekretär erster Klasse in Wien befördert. 1863 wurde er an die preußische Gesandtschaft in Paris versetzt. Am 20. Januar 1872 heiratete er Odette Louise Lafitte (* 20. Juni 1840 in Paris), welche die französische Staatsbürgerschaft besaß, worauf ihn Wilhelm I. vorübergehend aus dem diplomatischen Dienst entließ.
Von 1872 bis 1873 folgte er Julius Alexander Aloys Saint Pierre als Gesandter des Deutschen Reichs in Rio de Janeiro. Von 1873 bis 1874 war er preußischer Gesandter in Dresden. Von 1878 bis 1887 war er außerordentlicher Gesandter und Ministre plénipotentiaire des Deutschen Reichs beim spanischen König Alfons XII. und verhandelte im Konflikt durch die Besetzung der Yap aus der Karolineninselgruppe durch Truppen des Deutschen Reichs. In gleicher Position unterzeichnete er 1885 das Protokoll von Madrid, das einerseits die Hoheitsrechte Spaniens über den Sulu-Archipel festschrieb und andererseits Deutschland freien Handel und Schifffahrtsverkehr innerhalb des Sulu-Archipels und Nordborneos garantierte.
1889 war Solms Botschafter von Wilhelm II. bei Maria Christina von Österreich in Spanien.
1892 war Solms Botschafter von Wilhelm II. bei Umberto I. von Italien. Er verhandelte mit Antonio Starabba di Rudinì. Ende 1893 wurde Solms von Bernhard von Bülow als Botschafter des Deutschen Reichs in Italien abgelöst. 1899 duellierte sich sein Sohn mit einem Graf von der Schulenburg.
Mitte 1900 war Solms kaiserlicher Beauftragter für das freiwillige Sanitätswesen in China und bedankte sich für den Einsatz des American Hospital Ship Maine bei der Niederschlagung des Boxeraufstandes und bot Sanitätseinrichtungen des Deutschen Reichs US-Streitkräften an.
Er lebte zuletzt in Berlin und auf Schloss Sonnewalde.